# Pioneer Monument
Pioneer Monument är en skulptur i San Francisco i USA. Den står vid Fulton Street mellan Hyde och Larkin Streets i stadens Civic Center. Den initierades och finansierades av pianobyggaren och fastighetsägaren James Lick (1796–1876), skapades av Frank Happersberger (1859–1932) och invigdes 1894.
Monumentens centrala statygrupp visar den romerska visdoms- och krigsgudinnan Minerva tillsammans med en kalifornisk grizzlybjörn. Runt den finns fyra sidoskulpturer på var sin granitsockel. Den på den östra sidan, Early days, föreställde en liggande indian, en spansk missionär som står över honom och pekar mot himlen, samt en angliserad vaquero som står bredvid och uttrycker triumf. Denna del av Pioneer Monument avlägsnades i september 2018 på basis av invändningar om att den nedvärderar indianer. År 1994 hade en plakett monterats på sidoskulpturen med text om indianernas öde i Kalifornien. Texten ansågs dock av många urvattnad, efter det att katolska företrädare hindrat beskrivning av katolska missionärers ansvar för indianers död. 

## Bildgalleri

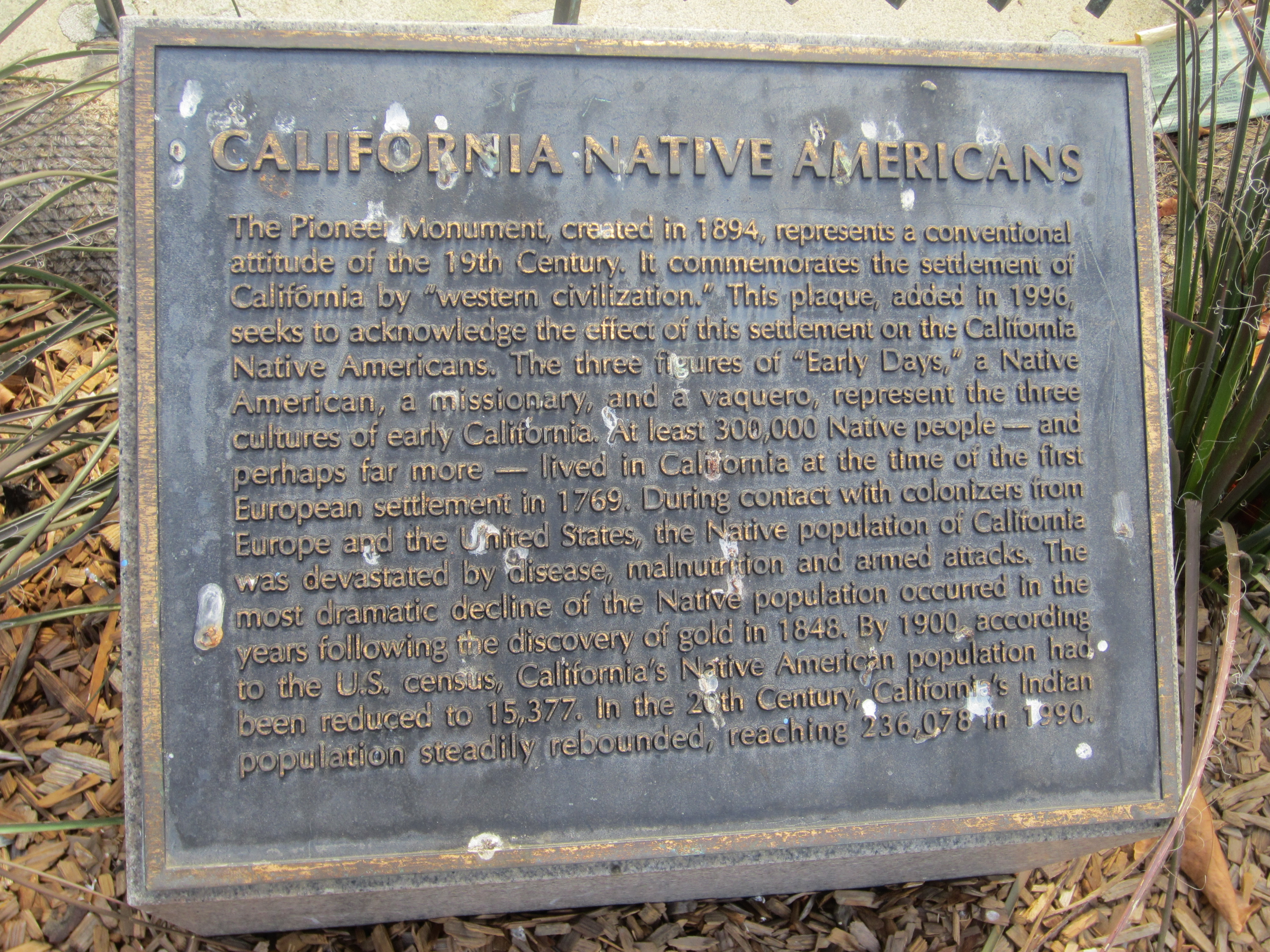
Tilläggsplakett från 1994
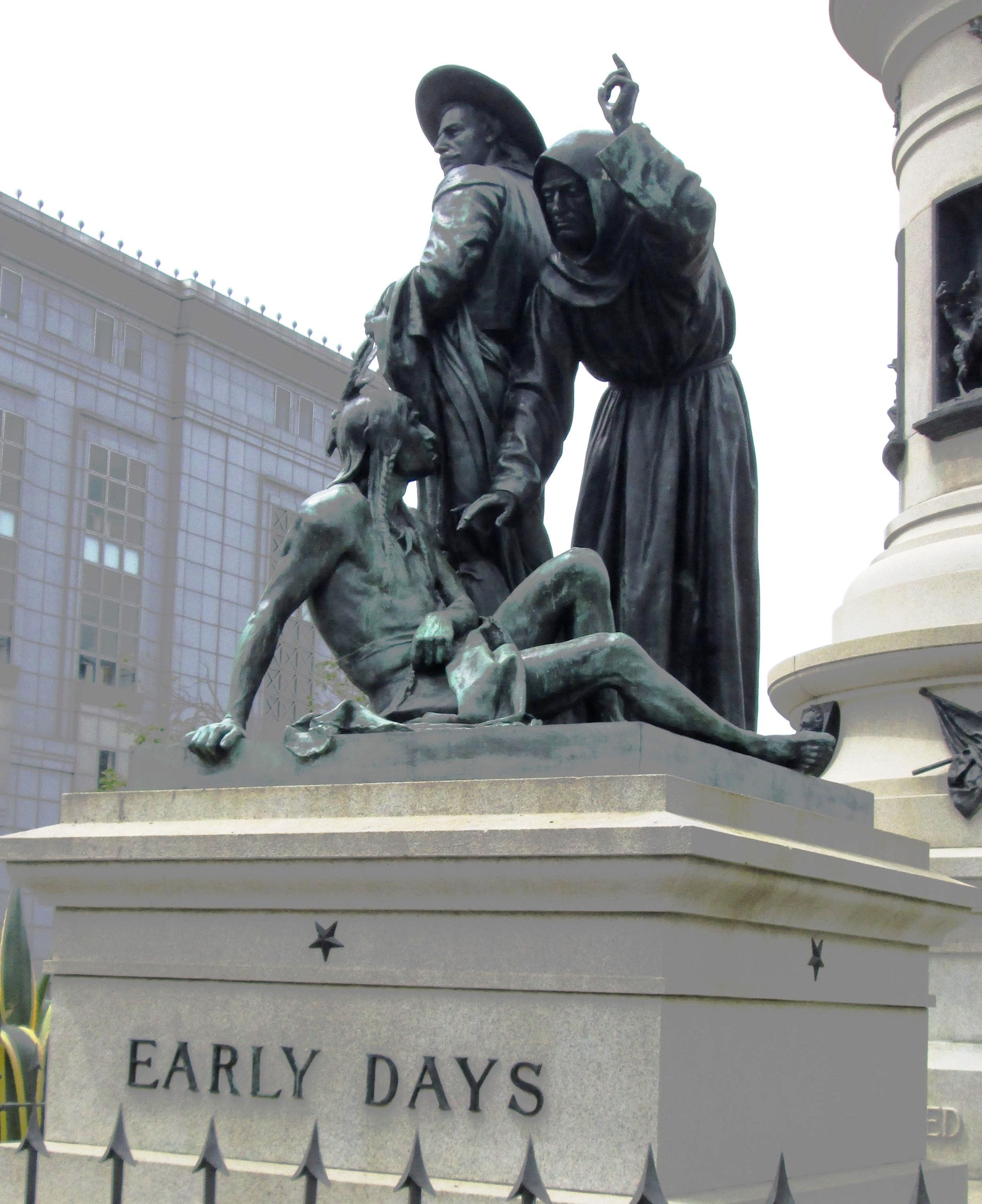
Early days, östra sidan (avlägsnad 2018)
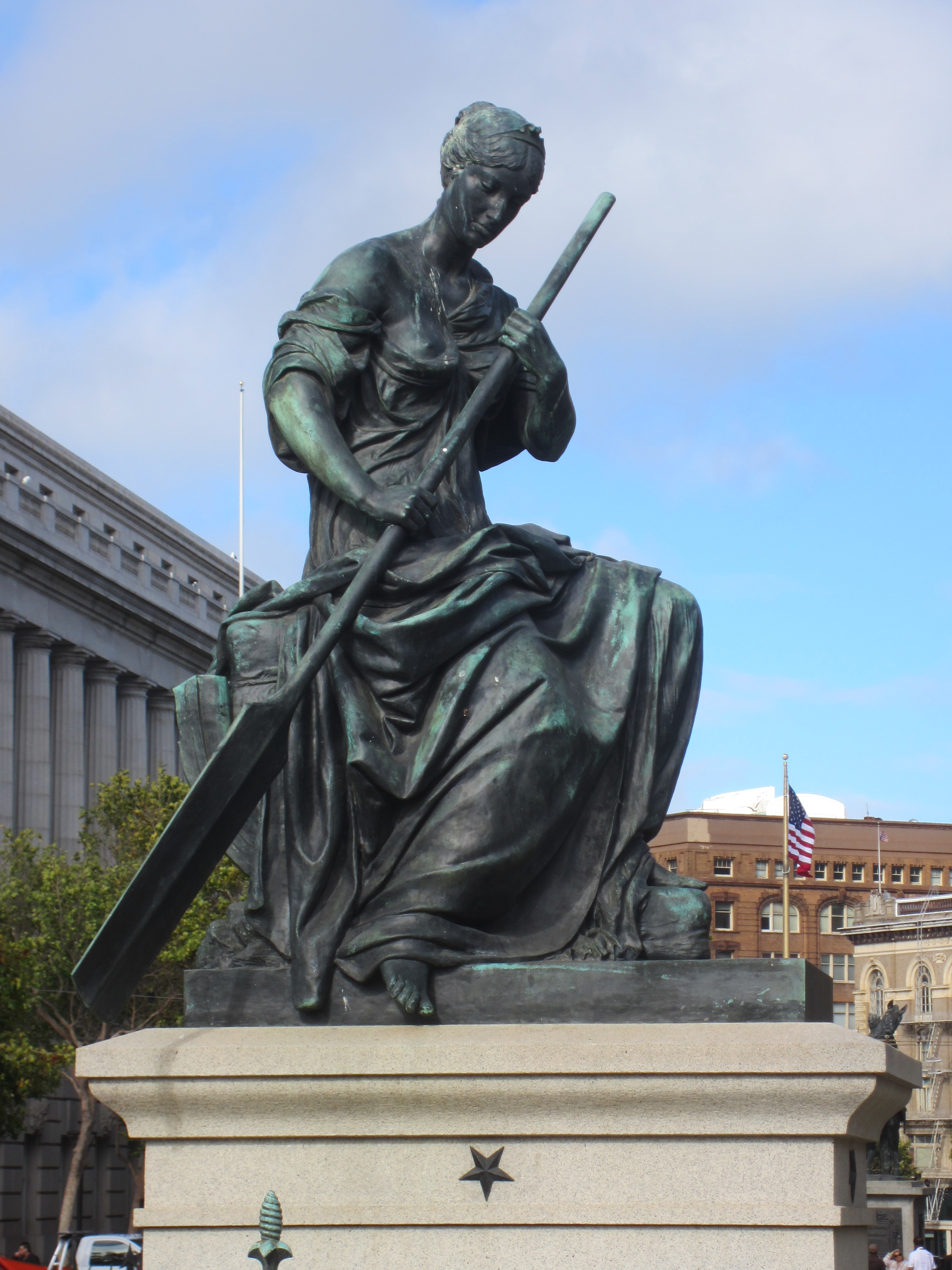
Commerce, södra sidan
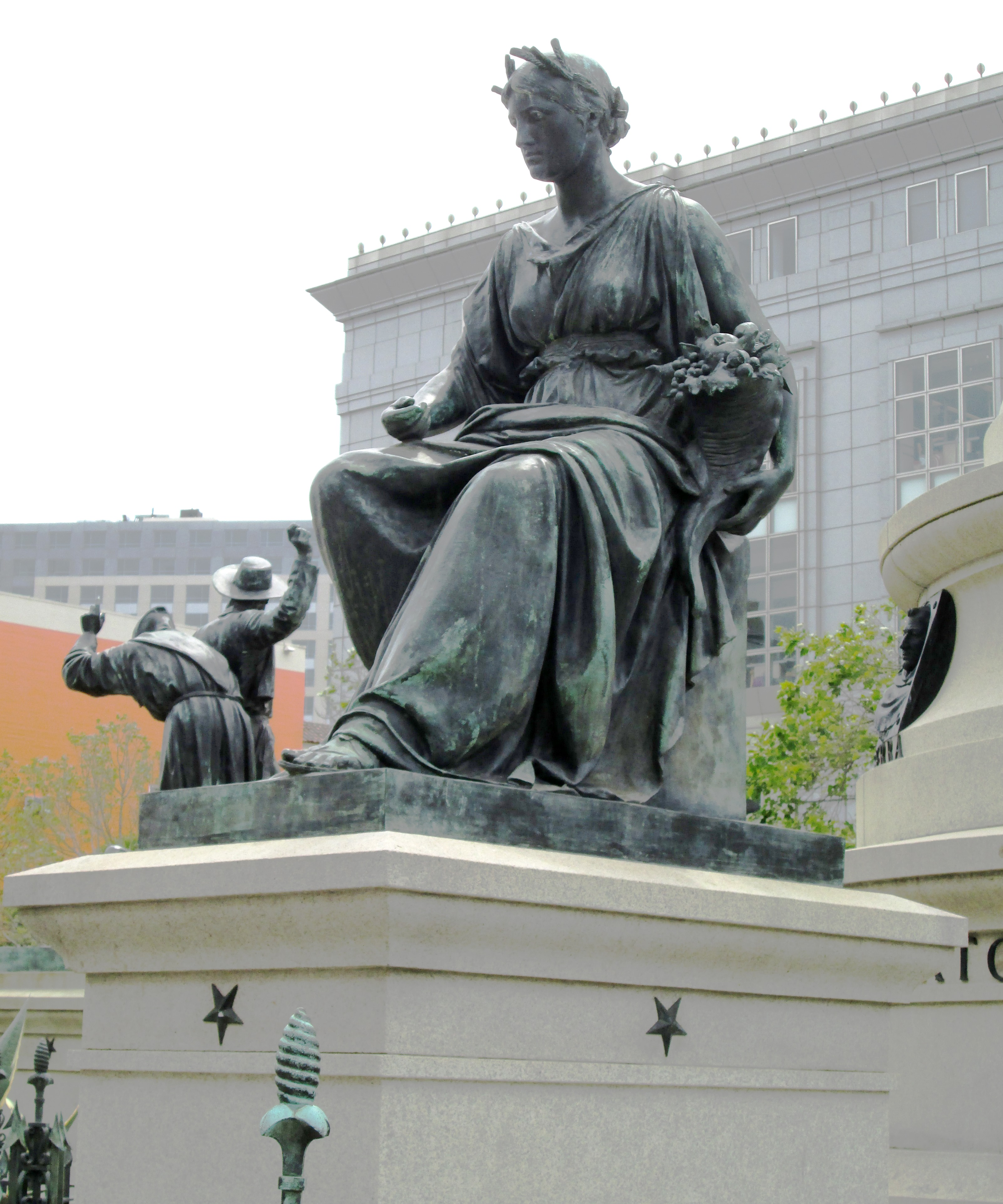
Plenty, norra sidan
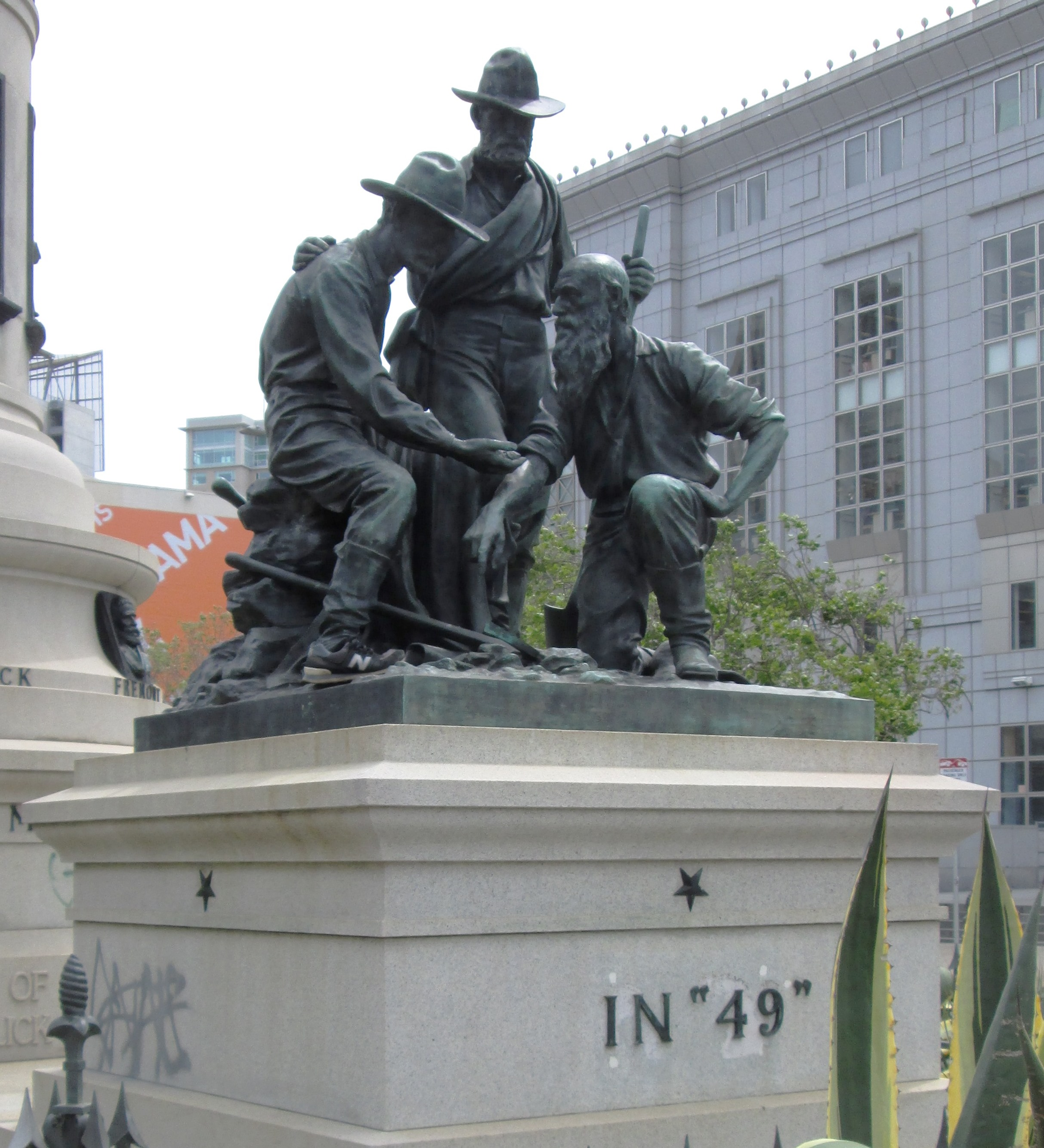
In "49", västra sidan